# 蛋堡
40°49′40″N 14°14′53″E / 40.827872°N 14.248012°E

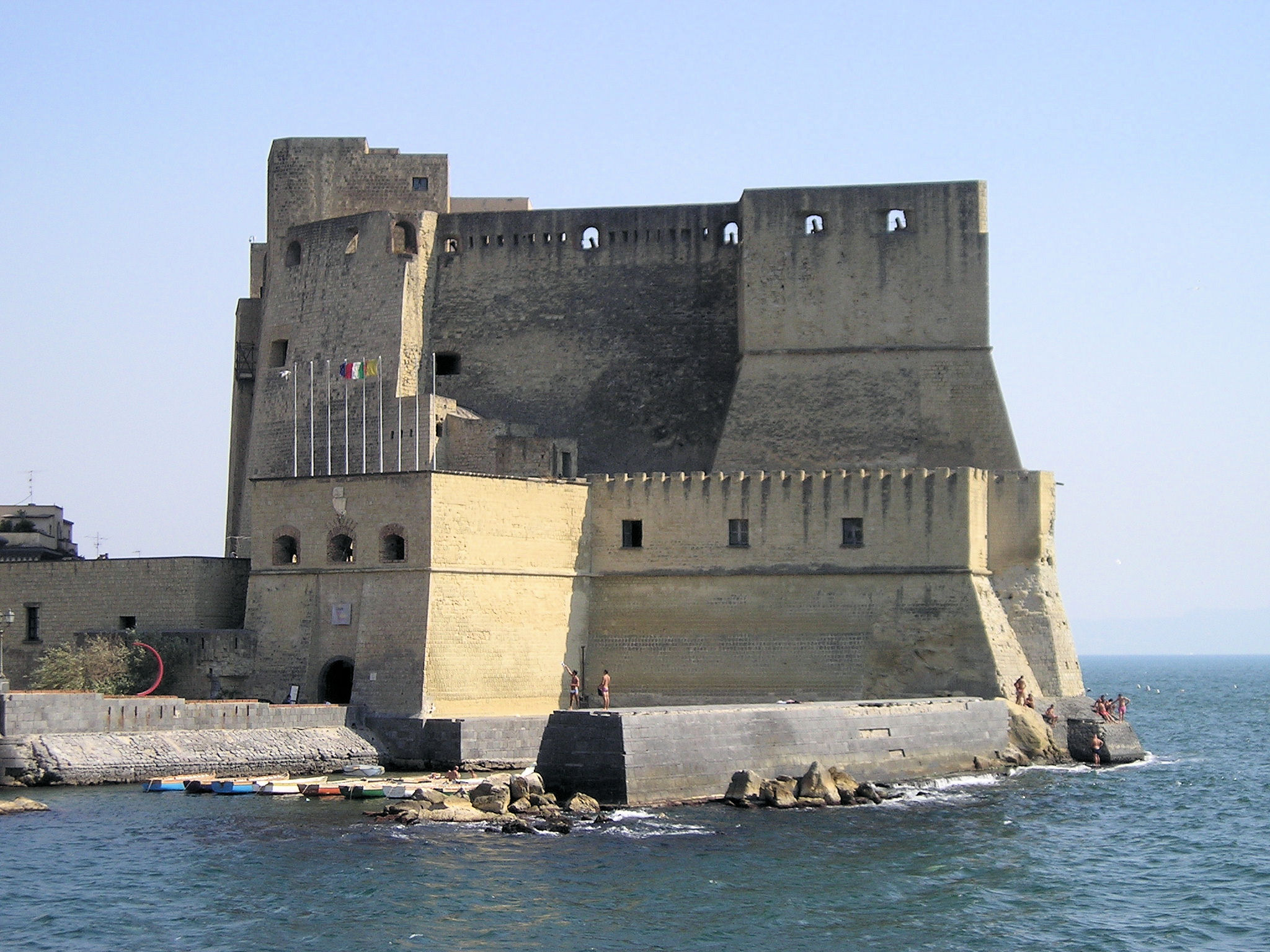
蛋堡

蛋堡（意大利语：Castel dell'Ovo）是意大利那不勒斯的一座城堡，位于一座小岛Megarides（如今已成为半岛）上，前6世纪，库迈的殖民者在此创建该市的最初核心。公元前1世纪，罗马贵族卢库勒斯在此建造华丽别墅 Castellum Lucullanum。这裡也是476年最后一位西罗马皇帝罗慕路斯·奥古斯都被罗马军队统帅奥多亚克流放的地点。492年以后，此处修建了一座修道院。
它在12世纪末成为西西里王国诺曼王朝的海上要塞，后来也被当作监狱使用。1191年，神圣罗马帝国皇后科斯坦察在与侄子西西里王国国王坦克雷迪争位时被俘，西西里宰相阿耶洛的马特奥给坦克雷迪写信，说服他将科斯坦察关在四面环海且位于峭壁之上的蛋堡中以便看守及与民众隔离，并写信给防御那不勒斯的贵族阿利杰诺·科托内，要他“妥善看守大海中救世主城堡（即蛋堡）里的皇后”。但次年科斯坦察获释，并最终成为西西里女王。1222年，她的儿子费德里科一世对蛋堡进行了加固。
1268年，西西里国王科拉迪诺被囚禁在蛋堡，随后被审判处决。西西里国王曼弗雷迪败亡后，他的子女也被囚禁在此。
1282年那不勒斯王国安茹王朝国王卡洛一世在那不勒斯建立了新堡，蛋堡的重要性开始降低。
1381年，那不勒斯女王乔万娜一世被迫向敌人未来的卡洛三世国王投降后，在最终遭到杀害前，也曾被囚禁在这里。

## 伸延閱讀
- Di Maggio, Patrizia. Angelillo, Fiorella , 编. . Elio De Rosa. 1992: 15  [2023-04-06]. （原始内容存档于2023-07-05）.

## 外部連結
- 维基共享资源上的相關多媒體資源：蛋堡

Template:那不勒斯地标